# Milonia singaeformis
Milonia singaeformis is een spinnensoort in de taxonomische indeling van de wielwebspinnen (Araneidae).
Het dier behoort tot het geslacht Milonia. De wetenschappelijke naam van de soort werd voor het eerst geldig gepubliceerd in 1882 door Hasselt.